# René Gauducheau
René Gauducheau est un médecin radiologiste français né le 25 décembre 1881 à Nantes et mort le 22 août 1968 à Nantes.

## Biographie
René Maurice Auguste Gauducheau est le fils d'Auguste Étienne Gauducheau, docteur en médecine, et de Berthe Isaure Gabrielle Jeanne Angeard. Il épouse  Yvonne Louise Jeanne Allard.
Il suit ses études de médecine à Nantes puis à Paris, soutenant sa thèse en 1912.
Médecin radiologiste des hôpitaux de Nantes à partir de 1914, il prend part à la création d'un centre de traitement anticancéreux à l'Hôtel-Dieu de Nantes, dont il devient le premier directeur en 1924. Cet établissement deviendra le Centre René-Gauducheau, avant de fusionner pour former l'Institut de cancérologie de l'Ouest.
Il est également chargé de cours de clinique annexe de radiologie et de cancérologie à l'École de médecine de Nantes (1934-1952).
En 1956, il est élu membre correspondant national de l'Académie nationale de médecine (sciences biologiques).

## Travaux
- La Radiothérapie des méningites séreuses (1933)
- Ch. Mirallié. (1866-1932.) (1933)
- Traitement radio-chirurgical des tumeurs du massif maxilla-facial (1932)
- À Propos du traitement physiothérapique des sciatiques (1930)
- Polyadénopathie axillaire néoplasique, symptomatique d'une minuscule tumeur du sein tardivement reconnue (1928)
- Traitement des épithéliomas cutanés vaccinés par irradiations antérieures (1927)
- L'Exploration radiologique du thorax et le diagnostic de la tuberculose pulmonaire (1912)

## Distinctions
- Officier de la Légion d'honneur
- Ordre royal de Saint-Sava

## Hommages
- Centre René-Gauducheau, devenu Institut de cancérologie de l'Ouest (ICO) - site René Gauducheau, à Saint-Herblain